# Дементьев, Сергей Владимирович
Серге́й Влади́мирович Деме́нтьев (25 июня 1971; Махачкала, Дагестанская АССР, СССР) — советский и российский футболист.

## Карьера
Начинал в клубе второй лиги союзного первенства «Динамо» Махачкала. После распада СССР махачкалинский клуб лишился профессионального статуса, и Дементьев был вынужден искать новую команду, которой стал  СКА Ростов-на-Дону. С 1993 по 1995 играл в другой ростовской команде в «Ростсельмаше», в первом сезоне играл также в дублирующем составе во Второй лиге. С 1995 по 1998 играл в «Торпедо» Арзамас, за которое провёл 81 матч и забил 5 голов. С 1999 по 2000 годы играл в «Тюмени». Далее играл в «КАМАЗе», «Машуке» Пятигорск. Профессиональную карьеру завершал в оренбургском «Газовике».

## Достижения
- Второе место в первой лиге первенства России 1994 (выход в высшую лигу)